# Anelaphus inermis
Anelaphus inermis es una especie de escarabajo longicornio del género Anelaphus, categorizada en la tribu Elaphidiini, de la subfamilia Cerambycinae. Fue descrita por Newman en 1840.

## Descripción
Mide 10-19,12 mm de longitud.

## Distribución
Se distribuye por Bahamas, El Salvador, Estados Unidos, Guatemala, Honduras, México, Nicaragua y Panamá.